# The Nation Thailand
 For alternative betydninger, se The Nation. (Se også artikler, som begynder med The Nation)
The Nation Thailand er et engelsksproget thailandsk nyhedsmedie, grundlagt i 1971 som avisen The Nation, siden juni 2019 med navnet The Nation Thailand. Nyhedsmediet er ejet af Nation Multimedia Group (NMG). The Nation var den ene af de to engelsksprogede thailandske aviser (på tryk), den anden er Bangkok Post. Siden 28. juni 2019 udkommer avisen alene som online publikation. The Nation Thailand er stiftende medlem af Asia News Network (ANN).
Moderselskabet, mediakonglomeratet Nation Multimedia Group, ejer foruden avisen The Nation Thailand tillige flere andre medier, blandt andet to digitale Tv-stationer, to thaisprogede aviser og forlagsvirksomhed.
De engelsksprogede thailandske aviser, og deres netudgave, nyder normalt stor bevågenhed blandt magthaverne, og anses for at være meningsdannende, herunder også den nyere Khaosod English.

## Historie
The Nation blev grundlagt af en gruppe journalister i 1971 som The Voice of the Nation med mottoet Thailands uafhængige avis, navnet blev senere forkortet til The Nation. Målgruppen var engelsklæsende middel- og overklasse thailændere. Avisen ændrede karakter i 1991, da flere journalister fra Thailands anden engelsksprogede avis, Bangkok Post, flyttede over til The Nation. Avisen var redaktionelt anti Thaksin Shinawatra fra 2001. Siden 2008 har fokus primært været rettet mod erhvervslivet.
I januar, 2018, blev media konglomeratet overtaget af det ultrakonservative nyhedsagentur T News, der oplyste, at de havde erhvervet Nation Multimedia Group for at redde den fra insolvens, ved at overtage kontrollerende aktieposter. T News er stærkt ultraroyalistisk (for Chakri-dynastiet) og pro-junta (militær-regeringen 2014-2019) både redaktionelt og i den daglige nyhedsdækning.
I maj, 2019, blev det oplyst at den trykte avis The Nation, der har været udgivet i 48 år, ophørte. Den sidste papirudgave udkom den 28. juni. Avisen havde gennem flere år været plaget af underskud, i femårsperioden op til regnskabsåret 2018, gennemsnitligt 30 millioner baht (cirka 6 millioner DKK) om året. Fremover vil ejeren, Nation Multimedia Group, alene anvende online udgivelser. Grundet det stigende antal kinesiske turister i Thailand, omkring 10 millioner årligt, forventede man at begynde en online udgave på madarin i oktober måned. Kun en uge tidligere havde man trukket Tv-stationen Spring 26 fra "free-to-view" (gratis) digitalt tv på grund af omkostningerne, nyhedskanalen ventes at fortsætte som kabel-tv abonnement.
Nation Multimedia Group var en periode ejer af det engelsksprogede sociale medie og nyhedssite for udlændinge, Thaivisa, der den 2. juli 2021 skiftede navn til ASEAN NOW. ASEAN NOW blev senere frasolgt og er siden 2024 ejet af nyhedsmediet The Thaiger.

## Læsere
Statistik pr. 2019 viste, at 36 procent af The Nations læserne have base i Thailand, mens de resterende 64 % boede i udlandet. 25 procent af læserne var bosiddende i USA. Kun en lille gruppe læste den trykte udgave, der ophørte i 2019, resten var online brugere. Den typiske læser var i aldersgruppen 25 til 40 år.